# Mark 46 (торпеда)

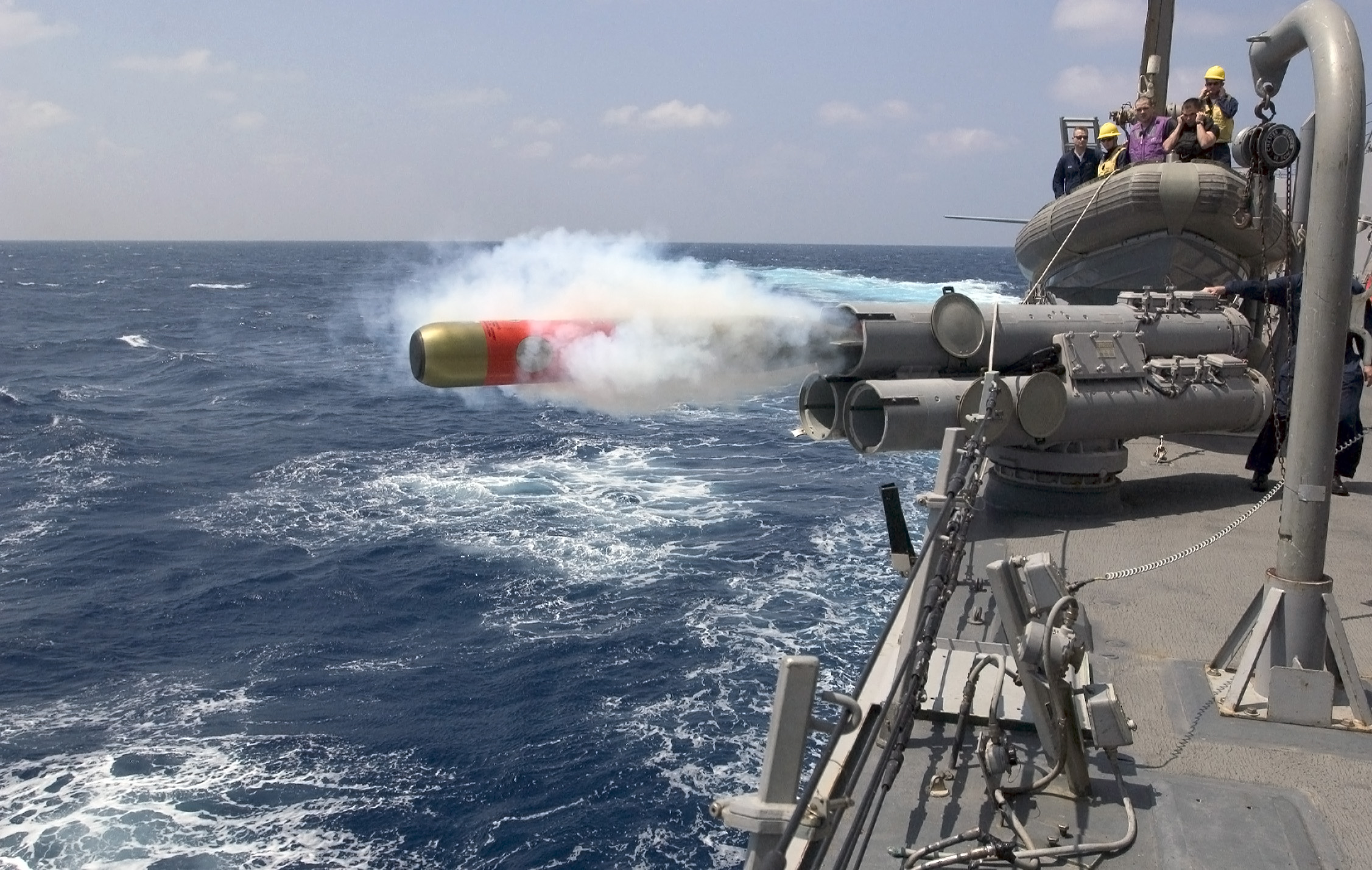
Запуск Mark 46 з корабля

Mark 46 — 324-мм стандартна легка малогабаритна торпеда ВМФ членів НАТО виробництва США. Разом з Mk 48, Mk 50 є основною ракетою US Navy та ще 26 країн. Торпеда може запускатись з кораблів, з літаків, гелікоптерів протичовнової оборони проти підводних човнів на глибинах до 450 м і швидкості до 30 вузлів. Виготовляється американською компанією Alliant Techsystems з Вірджинії.

## Історія

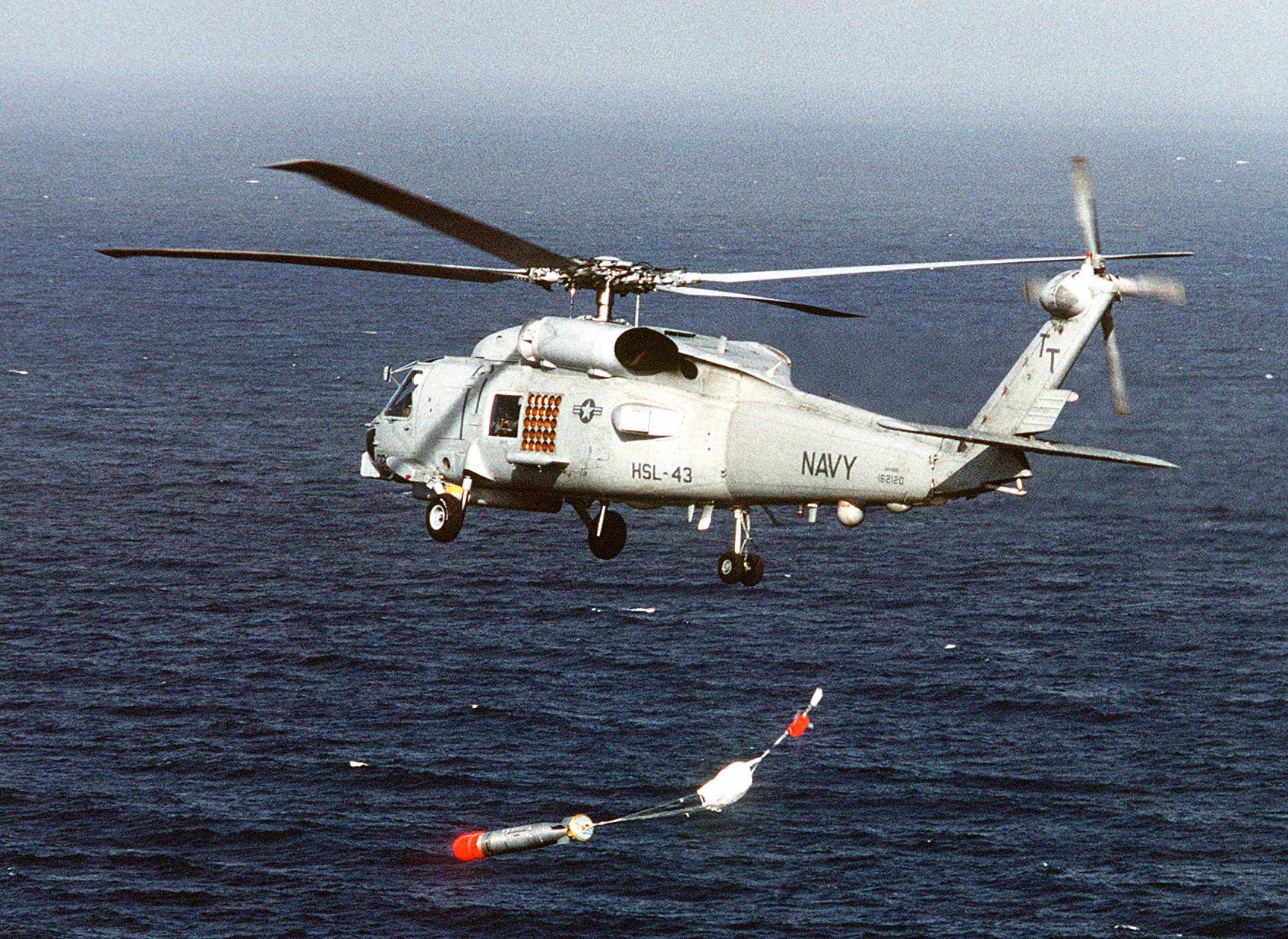
Запуск Mark 46 з гелікоптера

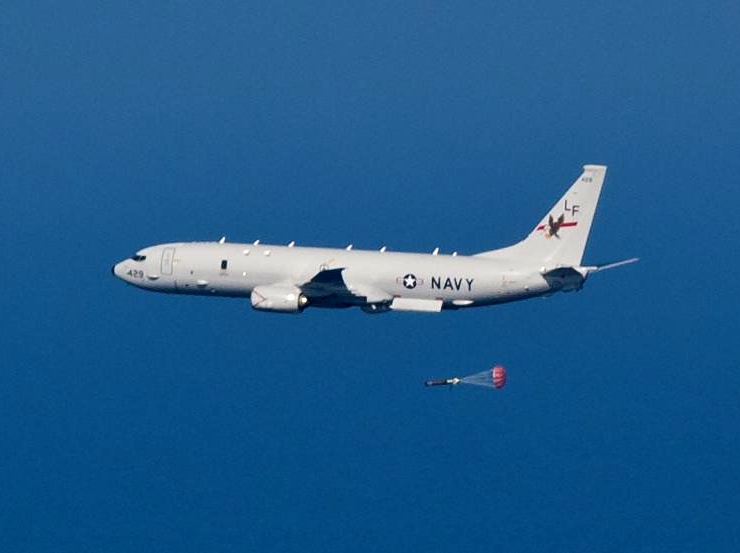
Запуск Mark 46 з літака

Mark 46 Model 0 прийняли 1966 на озброєння. Вона зазнала декількох модифікацій (Model 6 — 2006) і надалі перебуває на озброєнні. На основі ходової частини торпеди розробили модель Mark-54 для прибережних вод.

### Технічні дані Mark 46
|                         | |
| Розміри                 | Параметри |
| Роки випуску            | 1964 → |
| Країна-виробник         | США |
| Завод-виробник          | Alliant Techsystems |
| Довжина                 | 2,6 м |
| Діаметр                 | 325 мм |
| Вага                    | 325 кг |
| Мотор                   | поршневий мотор із зовнішнім згоранням • Treibstoff Otto 2                                                                 |
| Швидкість               | 45 вузлів |
| Дальність               | офіційна 7315 м • орієнтовна 10,4-10,9 км при 45 вузлах                                                                    |
| Боєголовка              | 44,5 кг PBXN-103 |
| Наведення               | активне, пасивне на відстані до 1463 м                                                                                     |
| Напрям руху             | по колу або по прямій • Тривалість 6-8 хвилин                                                                              |
| Застосування з платформ | гелікоптери SH-2 Seasprite • SH-60 Seahawk літаки, напр. Lockheed P-3 кораблі з системами Mark 32 • ASROC • Mark 60 CAPTOR |

## Модифікації

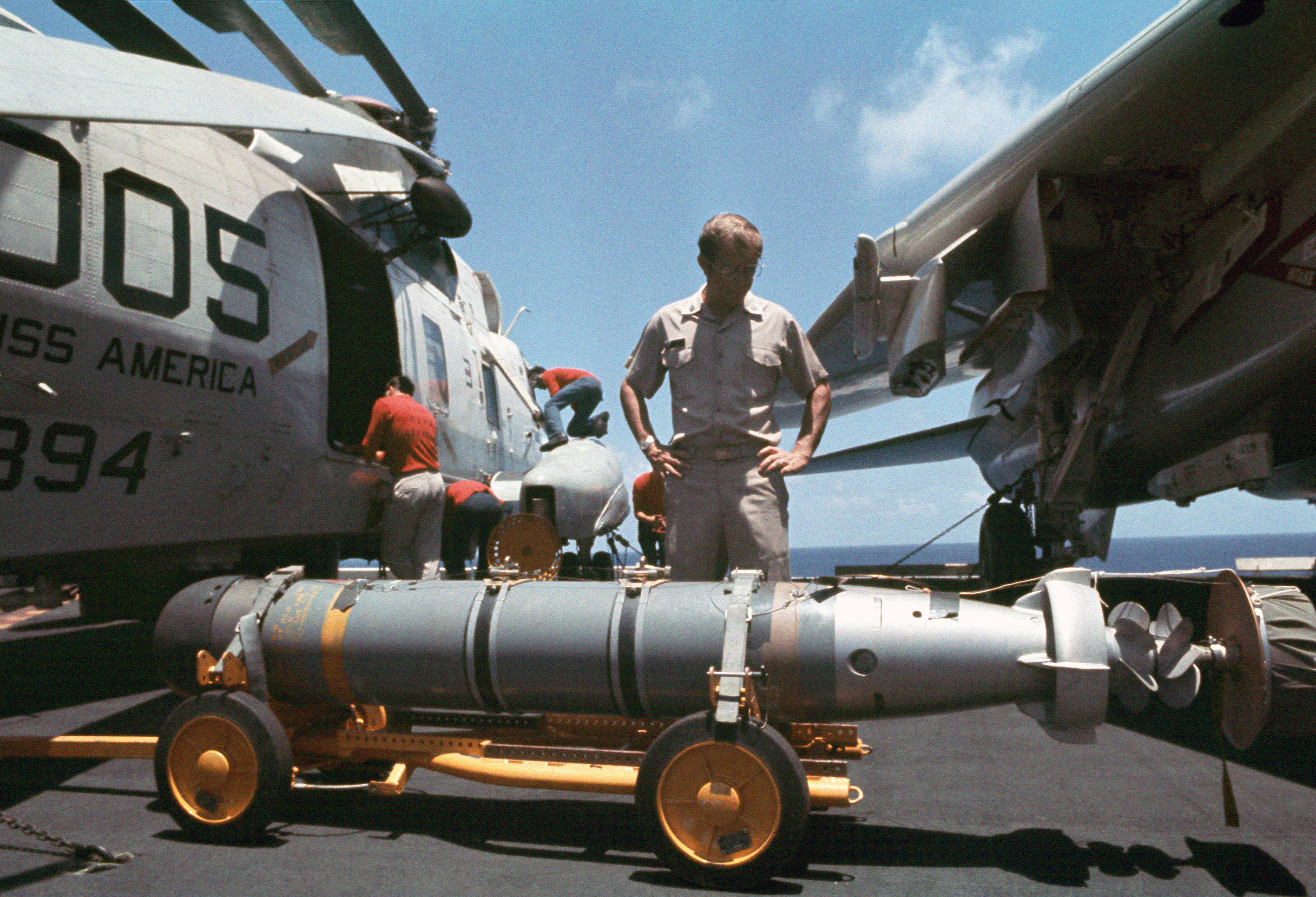
Mark 46. 1978

- Mark 46 Mod 1 (1970) • цифровий комп'ютер дозволяє використовувати торпеду проти цілей на перископній глибині чи вільно пливучих
- Mark 46 Mod 1 Phase 2 (1971) • призначена до використання акваторій з малою глибиною або застосування протиторпедної зброї
- Mark 46 Mod 2 (1972) • додатковий цифровий комп'ютер і новий автопілот
- Mark 46 Mod 3 • розробка анульована
- Mark 46 Mod 4 • спеціальна модифікація для виробництва торпеди Mark 60 Captor
- Mark 46 Mod 5 (1984) • корпорація Honeywell модернізувала усі системи керування торпеди, підвищивши її технічні дані; торпеда отримала можливість атакувати надводні цілі
- Mod 5A(S) (1989) • з підвищеною потужністю для малих глибин
- Mark 46 Mod 6 (1989) • модифікація торпеди для потреб розробки Mark 60 Captor